# Jessé Moncada
Jessé Arturo Moncada Matute (Tegucigalpa, Honduras; 5 de enero de 1990) es un futbolista hondureño. Juega como mediocampista y su actual club es el Juticalpa F.C. de la Liga de Ascenso de Honduras.

## Trayectoria

### Real de Minas
Tras un periplo en distintos clubes de la tercera división amateur, en 2016 arribó al Real de Minas de la segunda división, club con el que se convirtió en figura durante el bicampeonato que les permitió ascender a la primera división en 2018.
En la Liga Nacional realizó su debut oficial el 28 de julio de 2018, durante un encuentro que perdieron como locales por 3-1 ante Olimpia. En la siguiente fecha, disputada el 5 de agosto de 2018 y visitando a Real España, erró un penal pero también convirtió su primera anotación en el máximo circuito. El club minero perdió el partido por 2-1.
En total, jugó 66 partidos y marcó nueve goles durante su exitoso paso con Real de Minas, situación que le permitió llamar la atención de clubes importantes.

### Motagua
El 12 de enero de 2021 se reportó que su cláusula de rescisión con el Real de Minas había sido pagada, lo cual despertó rumores sobre un posible traspaso al Motagua, club que había venido mostrando interés en sus servicios deportivos desde un tiempo atrás.
Finalmente, el 18 de enero de 2021 el club azul profundo lo presentó oficialmente como su refuerzo de cara a los siguientes dos años, confirmando que habían pagado 45.000 dólares por el 100% de su ficha en concepto de "rescisión contractual".

## Estadísticas
| Club                         | Temporada           | Div.                | Liga  | Liga  | Copas Nacionales | Copas Nacionales | Copas Internacionales | Copas Internacionales | Total | Total |
| Club                         | Temporada           | Div.                | Part. | Goles | Part.            | Goles            | Part.                 | Goles                 | Part. | Goles |
| ---------------------------- | ------------------- | ------------------- | ----- | ----- | ---------------- | ---------------- | --------------------- | --------------------- | ----- | ----- |
| C. D. Real de Minas Honduras | 2018-19             | 1.ª                 | 28    | 3     | —                | —                | —                     | —                     | 28    | 3     |
| C. D. Real de Minas Honduras | 2019-20             | 1.ª                 | 27    | 4     | —                | —                | —                     | —                     | 27    | 4     |
| C. D. Real de Minas Honduras | 2020-21             | 1.ª                 | 11    | 2     | —                | —                | —                     | —                     | 11    | 2     |
| C. D. Real de Minas Honduras | Total               | Total               | 66    | 9     | 0                | 0                | 0                     | 0                     | 66    | 9     |
| F. C. Motagua Honduras       | 2020-21             | 1.ª                 | 10    | 1     | —                | —                | —                     | —                     | 10    | 1     |
| F. C. Motagua Honduras       | 2021-22             | 1.ª                 | 33    | 3     | —                | —                | 6                     | 0                     | 39    | 3     |
| F. C. Motagua Honduras       | Total               | Total               | 43    | 4     | 0                | 0                | 6                     | 0                     | 49    | 4     |
| Total en su carrera          | Total en su carrera | Total en su carrera | 109   | 13    | 0                | 0                | 6                     | 0                     | 115   | 13    |

## Palmarés

### Campeonatos nacionales
| Título                    | Club                | País     | Año  |
| ------------------------- | ------------------- | -------- | ---- |
| Torneo Apertura (Ascenso) | C. D. Real de Minas | Honduras | 2017 |
| Torneo Clausura (Ascenso) | C. D. Real de Minas | Honduras | 2018 |
| Torneo Clausura           | F. C. Motagua       | Honduras | 2022 |